# While Shepherds Watched Their Flocks by Night
While Shepherds Watched Their Flocks by Night, noto anche come The Vision of the Shepherds, è una tradizionale carola natalizia inglese, che descrive l'annuncio della nascita di Gesù ai pastori, basato sul Vangelo di Luca. 
È attribuita al poeta di origine irlandese Nahum Tate, che la pubblicò per la prima volta intorno al 1700 o al 1703 con il titolo originale di Song of the Angels at the Nativity of Our Blessed Saviour in un supplemento di New Version of the Psalms of David (1696), edito dallo stesso Tate e da Nicholas Brady.
Il canto viene solitamente eseguito su due diverse melodie. Nel Regno Unito e nei Paesi del Commonwealth la melodia standard è Winchester Old, brano scritto da George Kirbye nel 1592 e arrangiato da Henry Monk intorno al 1824 (e noto nella liturgia cattolica in quanto melodia usata per il canto Sei tu signore il pane).
Negli Stati Uniti, invece, la melodia più popolare è Christmas, un adattamento di David Weirman di un'aria tratta dal Siroe di Georg Friedrich Händel) (1728), arrangiato nel 1821 da Lowell Mason.
Altre possibili melodie che hanno accompagnato il brano sono: Cranbrook (dal nome del villaggio omonimo, composta nel 1805 da Thomas Clark; Martyrdom, composta da Hugh Wilson nel 1800 e arrangiata da Ralph E. Hudson nel 1885; Schakelford, composta da Frederick Henry Cheeswright nel 1889.
Per molto tempo, While Shepherds Watched Their Flocks by Night fu – assieme a Hark! The Herald Angels Sing – l'unico canto natalizio ammesso dalla Chiesa anglicana.

## Testo
Il testo, che si compone di 6 strofe (di 4 versi ciascuna) parla dell'annuncio della Nascita di Gesù dato ai pastori:
Whilst/While shepherds watch'd their flocks by night,

All seated on the ground,

The angel of the Lord came down,

And glory shone around.

“Fear not!” he said, for mighty dread

Had seized their troubled mind.

“Glad tidings of great joy I bring

To you and all mankind.

“To you, in David's town, this day

Is born of David's line

A Savior, who is Christ the Lord,

And this shall be the sign.

“The heavenly Babe you there shall find

To human view displayed,

All meanly wrapped in swathing bands,

And in a manger laid.”

Thus spake the seraph and forthwith

Appeared a shining throng

Of angels praising God on high,

Who thus addressed their song:

“All glory be to God on high,

And to the Earth be peace;

Good will henceforth from Heaven to men

Begin and never cease!”

## Altre versioni del testo
Del testo esiste una versione di G. W. Fink intitolata While humble shepherds watched their flocks con molti passaggi riscritti ed un'altra pubblicata negli Stati Uniti in The Hymnal 1892 con molte modernizzazioni, tra cui l'assenza della parola Hallelujah.

## Versioni discografiche
Il brano è stato inciso, tra gli altri, da:
- Bey Barnett
- The Countdown Kids
- Kitty Gleason
- Thora Hird
- George Guest e il coro del St John's College di Cambridge (1974)
- Burl Ives ( Christmas at the White House , 1972); George Guest e il coro del St John's College di Cambridge (1974)
- James Earl Jones
- Kalman Hartig
- King's College Choir
- Scarlet Rivera
- Enrico Ruggeri (Il regalo di Natale, 2007)
- David Willcocks